# Karl Fiebrig
Karl August Gustav Fiebrig (* 25. Mai 1869 in Hamburg; † 25. Oktober 1951 in Tucumán) war ein deutsch-paraguayischer Botaniker. Er gründete den Botanischen Garten von Asunción und war Landwirtschaftsminister von Paraguay. Sein offizielles botanisches Autorenkürzel lautet „Fiebrig“.

## Leben und Wirken

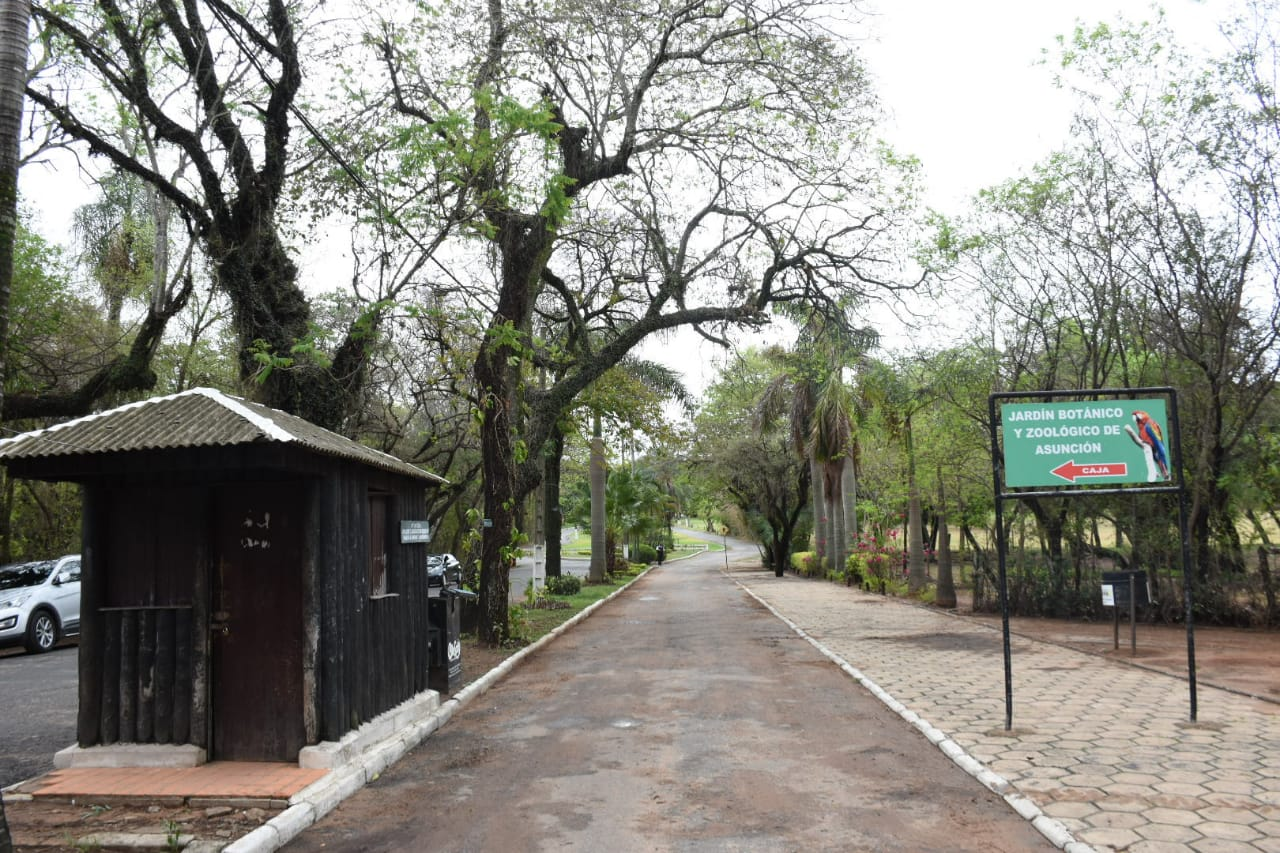
Botanischer Garten und Zoo von Asunción

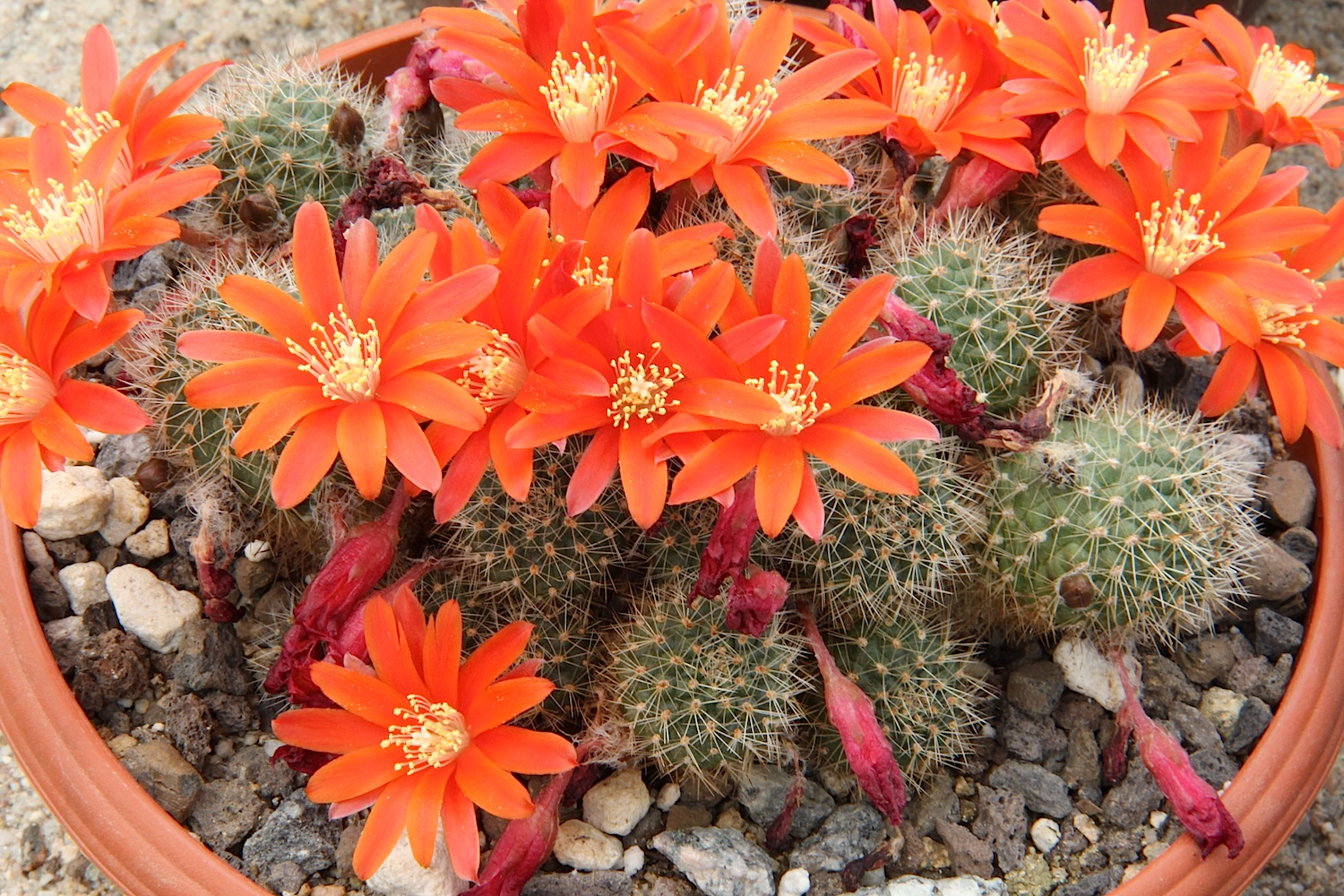
Rebutia fiebrigii

Fiebrig wurde 1869 in Hamburg geboren und wuchs bei seinem Onkel, einem Pfarrer, in Brandenburg auf. Seine Grundschulausbildung erhielt er im Pfarrhaus und besuchte anschließend ein Gymnasium in Berlin, das er aus Krankheitsgründen ohne Abitur verließ. Er nahm ein Studium der Naturwissenschaften an der Humboldt-Universität zu Berlin bei Adolf Engler auf, das er ebenfalls krankheitsbedingt nicht abschloss. Stattdessen begab er sich von 1902 bis 1907  auf Sammel- und Forschungsreise durch Mittel- und Südamerika, teilweise im Auftrag des Botanischen Gartens und Botanischen Museums Berlin. Aus medizinischen Gründen kehrte er anschließend nicht nach Deutschland zurück, sondern siedelte sich 1907 mit seiner Schweizer Frau Anna Gertz (1866–1920) in der deutschen Kolonie San Bernardino in Paraguay an.
Im Jahr 1910 erhielt er ein Stellenangebot des kurz zuvor gegründeten deutschen Reichs-Kolonialamts für Ostafrika, gleichzeitig auch eines der Regierung Paraguays für einen Lehrstuhl am Colegio Nacional und als Professor für Botanik und Zoologie an der Universidad Nacional de Asunción. Fiebrig entschied sich für die Anstellung dort. Er tat dies insbesondere deshalb, weil die Offerte aus Paraguay auch den Vorschlag des damaligen Präsidenten, Manuel Franco, enthielt, einen botanischen Garten einzurichten.
1914 gründete und leitete er schließlich den 600 ha großen Botanischen Garten von Asunción, der sich auf der ehemaligen Residenz des Diktators Francisco Solano López an der nach Fiebrig benannten calle Profesor Doctor Carlos Fiebrig im Stadtteil Trinidad befindet. Er blieb bis 1936 dessen Direktor und richtete einige Jahre später auch ein Botanisches Museum, ein Naturkundemuseum, ein Herbarium, einen Zoologischer Garten und ein „Baumwolle-Institut“ ein, mit dem der Gesamtkomplex im Wesentlichen finanziert wurde. Außerdem publizierte er die hauseigene Zeitschrift Revista del Jardín Botánico del Paraguay (1921–1935). Ab 1916 war er auch Direktor der Landwirtschaftsschule von Asunción.
1923 wurde ihm die Ehrendoktorwürde durch die Philosophische Fakultät der Philipps-Universität Marburg verliehen. 1925 wurde er paraguayischer Staatsbürger und änderte seinen Vornamen in Carlos. Im gleichen Jahr heiratete er seine zweite Frau Ingeborg Fick. Von 1934 bis 1936 war er Landwirtschaftsminister von Paraguay.
Nach dem Chacokrieg (1932–1935) kam im Land eine deutschfeindliche Stimmung auf, da der Deutsche Hans Kundt die bolivianischen Truppen gegen Paraguay angeführt hatte, obwohl Bolivien von Paraguay besiegt wurde. 1936 musste Fiebrig mit seiner Frau und den gemeinsamen vier Kindern seine neue Heimat fluchtartig verlassen. Anschließend war er bis 1945 Fachreferent für Biologie und Länderreferent Argentinien, Paraguay und Uruguay am Ibero-Amerikanischen Institut in Berlin.
1948 kehrte er im Alter von 79 Jahren nach Südamerika zurück und war bis zu seinem Tod 1951 an der Nationalen Universität Tucumán in Argentinien als Honorarprofessor tätig. Beide Stellen konnte er nur antreten, weil in seinem paraguayischen Pass „versehentlich“ ein falsches Geburtsjahr eingetragen war, das ihn zehn Jahre jünger machte.
Fiebrigs unpubliziertes wissenschaftliches Hauptwerk – das 2700 seitige Typoskript Die Pflanzenwelt Südamerikas: mit Berücksichtigung der ökologisch dazu gehörenden mittelamerikanischen Flora; Versuch einer vergleichenden Übersicht über die Lebensverhältnisse der Pflanze und die Beziehungen zwischen Flora und Umwelt – befindet sich im Archiv des Ibero-Amerikanischen Instituts in Berlin.

## Ehrungen
Die Gattung Fiebrigiella Harms (1908) der Pflanzenfamilie Hülsenfrüchtler (Fabaceae) sowie die Gattung Fiebrigella Duda, 1921 der Insektenfamilie Sphaeroceridae (Dungfliegen) wurden nach Fiebrig benannt. 45 Pflanzenarten und 18 Tierarten tragen zu Ehren Fiebrigs das Epitheton fiebrigii.

## Schriften (Auswahl)
Fiebrigs Bibliographie umfasst 55 Publikationen, darunter:
- Eine Ameisen ähnliche Gryllide aus Paraguay. Myrmegryllus dipterus nov. gen. et. sp. In: Zeitschrift für wissenschaftliche Insektenbiologie. Band 3, 1907, S. 101–106 (online).
- Skizzen aus dem Leben einer Melipone aus Paraguay. In: Zeitschrift für wissenschaftliche Insektenbiologie. Band 3, 1907, S. 374–386 (online).
- Cassiden und cryptocephaliden Paraguays. Ihre Entwicklungsstadien und Schutzvorrichtungen. In: Zoologische Jahrbücher. Supplement 12, Nr. 2, G. Fischer, Jena 1910 (online).
- Ein Beitrag zur Pflanzengeographie Boliviens. Pflanzengeographische Skizze auf Grund einer Forschungsreise im andinen Süden Boliviens. In: Botanische Jahrbücher für Systematik, Pflanzengeschichte und Pflanzengeographie. Band 45, 1911, S. 1–68 (online).
- Schlafende Insekten. In: Jenaische Zeitschrift für Naturwissenschaft. Band 48, 1912, S. 315–364 (online).
- Algunos datos sobre aves del Paraguay. In: El Hornero. Band 2, Nr. 3, 1921, S. 205–213 (doi:10.56178/eh.v2i3.85).
- Fanerógamas saprófitas: Triuris mycoides sp. nov. In: Revista del Jardín Botánico y Museo de Historia Natural del Paraguay. Band 1, 1921, S. 164–185 (online).
- Nomenclatura guaraní de vegetales del Paraguay. In: Actas del XX Congreso Internacional de Americanistas. Band 3, 1922, S. 305–329.
- Guarany Names of Paraguayan Plants and Animals. In: Revista del Jardin Botánico y Museo de Historia Natural del Paraguay. Band 2, 1923, S. 99–149.
- Un diptère ectoparasite sur un phasmide: Ceratopogon ixodoides n. sp. In: Annales de parasitologie humaine et comparée. Band 6, Nr. 3, 1928, S. 284–290 (doi:10.1051/parasite/1928063284).
- Mate-Paraguay-Tee. (= Die Tropenreihe Nr. 10) Thaden, Hamburg 1930.
- Tropischer Waldbau. (= Die Tropenreihe Nr. 42) Thaden, Hamburg 1931.
- Apuntes de una excursión a Castillos, Departamento de Rocha, Uruguay. In: Ostenia. 1933, S. 187–192.
- Las variedades de yerba. In: Revista del Jardín Botánico y Museo de Historia Natural del Paraguay. Band 3, 1933, S. 96–104.
- Casos de hiperplasia bacteriana en la flora Paraguaya y algunos observaciones referentes a patogenidad bacteriana en plantas de cultivo, etc. In: Revista del Jardín Botánico y Museo de Historia Natural del Paraguay. Band 4, 1935, S. 5–12 – mit M. Schuster.
- Trabajos fitopatológicos y ensayos de la seccíon agronomica del Jardin botanico del año 1930. In: Revista del Jardín Botánico y Museo de Historia Natural del Paraguay. Band 4, 1935, S. 13–18 – mit M. Schuster.
- Los habitantes vegetales del continente sudamericano. Breve ensayo de una orientación general morfo-ecológica de la flora sudamericana. I. Monocotiledóneas. In: Revista del Jardín Botánico y Museo de Historia Natural del Paraguay. Band 4, 1935, S. 19–50.
- Flora y gea de la parte nordeste del Paraguay. Resultados de una expedición realizada por el Jardin  botánico. In: Revista del Jardín Botánico y Museo de Historia Natural del Paraguay. Band 4, 1935, S. 51–62 – mit Teodoro Rojas (1877–1954).
- Algunas consideraciones sobre el concepto de la hoja. In: Revista del Jardín Botánico y Museo de Historia Natural del Paraguay. Band 4, 1935, S. 115–118.
- Apuntes zoológicos. I. Hormigas. In: Revista del Jardín Botánico y Museo de Historia Natural del Paraguay. Band 4, 1935, S. 119–126.
- Was ist der Chaco? In: Ibero-Amerikanisches Archiv. Band 11, Nr. 2, 1937, S. 166–182 (JSTOR:43135851).
- Der Urwald. In: Lasso. Deutsch-Südamerikanische Monatszeitschrift. Band 6, 1939, S. 539–545.